# Laurine van Riessen
Laurine van Riessen (Leida, 10 agosto 1987) è una pattinatrice di velocità su ghiaccio e pistard olandese.
Nel pattinaggio di velocità ha vinto la medaglia di bronzo nei 1000 metri ai Giochi olimpici di Vancouver 2010 e due prove di Coppa del mondo, mentre nel ciclismo ha vinto l'argento nella velocità a squadre ai campionati del mondo 2018 e due prove di Coppa del mondo.

## Palmarès

### Pattinaggio di velocità su ghiaccio
Olimpiadi invernali
- Bronzo a Vancouver 2010 nei 1000 metri.

### Ciclismo su pista
- 2015

Grand Prix of Colorado Springs, Velocità
Grand Prix of Colorado Springs, Keirin
Grand Prix of Colorado Springs, Velocità a squadre (con Yesna Rijkhoff)
Campionati olandesi, Velocità
Campionati olandesi, Keirin
Campionati olandesi, 500 metri a cronometro
- 2016

Milton International Challenge, Velocità
Milton International Challenge, Keirin
Milton International Challenge, 500 metri a cronometro
Campionati olandesi, Velocità
- 2017

Tweedaagse GP Alkmaar, Velocità
Tweedaagse GP Alkmaar, Keirin
Belgian Track Meeting, Velocità
Belgian Track Meeting, Keirin
Dublin International, Velocità
Dublin International, Keirin
Campionati olandesi, Velocità
Campionati olandesi, Keirin
- 2018

1ª prova Coppa del mondo 2018-2019, Keirin (Saint-Quentin-en-Yvelines)
3ª prova Coppa del mondo 2018-2019, Keirin (Berlino)
Campionati olandesi, Velocità
Campionati olandesi, Keirin
- 2019

Track Cycling Challenge, Velocità
Track Cycling Challenge, Keirin
Campionati olandesi, Velocità
- 2020

6ª prova Coppa del mondo 2018-2019, Velocità (Milton)
6ª prova Coppa del mondo 2018-2019, Keirin (Milton)
- 2021

Campionati olandesi, Velocità
Campionati olandesi, Keirin
- 2022

Troféu Internacional de Anadia, Velocità
Troféu Internacional de Anadia, Keirin
1ª prova Coppa delle Nazioni, Velocità a squadre (Glasgow, con Kyra Lamberink, Steffie van der Peet e Hetty van de Wouw)

## Piazzamenti

### Ciclismo su pista

#### Competizioni mondiali
- Campionati del mondo

Londra 2016 - Velocità a squadre: 6ª
Londra 2016 - 500 metri: 6ª
Londra 2016 - Velocità: 11ª
Londra 2016 - Keirin: 17ª
Hong Kong 2017 - Velocità a squadre: 6ª
Hong Kong 2017 - 500 metri: 8ª
Hong Kong 2017 - Velocità: 15ª
Hong Kong 2017 - Keirin: 7ª
Apeldoorn 2018 - Velocità a squadre: 2ª
Apeldoorn 2018 - Velocità: 8ª
Apeldoorn 2018 - Keirin: 4ª
Pruszków 2019 - Velocità a squadre: 5ª
Pruszków 2019 - Velocità: 5ª
Pruszków 2019 - Keirin: 7ª
Berlino 2020 - Velocità: 6ª
Berlino 2020 - Keirin: 7ª
Roubaix 2021 - Keirin: 11ª
St. Quentin-en-Yv. 2022 - Velocità: 4ª
- Giochi olimpici

Rio de Janeiro 2016 - Velocità: 15ª
Rio de Janeiro 2016 - Keirin: 9ª
Rio de Janeiro 2016 - Velocità a squadre: 5ª
Tokyo 2020 - Velocità a squadre: 4ª
Tokyo 2020 - Keirin: 16ª

#### Competizioni europee
- Campionati europei

Grenchen 2015 - Velocità a squadre: 3ª
Grenchen 2015 - Velocità: 9ª
Grenchen 2015 - 500 metri a cronometro: 6ª
Berlino 2017 - Velocità: 10ª
Berlino 2017 - Keirin: 10ª
Glasgow 2018 - Velocità a squadre: 4ª
Glasgow 2018 - Keirin: 5ª
Monaco di Baviera 2022 - Velocità: 3ª
Monaco di Baviera 2022 - Keirin: 7ª
- Giochi europei

Minsk 2019 - Keirin: 6ª